# Ivan Vargić
Ivan Vargić (Đakovo, 15 maart 1987) is een Kroatisch doelman in het betaald voetbal. Hij verruilde SS Lazio in februari 2020 voor FC Koper.

## Carrière
Vargić kwam in de jeugd uit voor NK Đakovo en NK Osijek. Voor Osijek maakte hij ook zijn profdebuut in de 1. HNL, de hoogste Kroatische voetbaldivisie. In 2006 werd Vargić uitgeleend aan HNK Vukovar '91 in de 2. HNL. Hij speelde er het gehele seizoen in de basis. In 2008 was Vargić nog steeds niet doorgebroken in het eerste elftal van Osijek en liet hij zich verhuren aan het Finse FC Honka Espoo. Hier speelde hij geen enkele wedstrijd. Na zijn terugkeer in Osijek was hij nog gematigd succesvol. In 2013 maakte Vargić de overstap naar HNK Rijeka. Daar veroverde hij in 2014 zowel de beker als de supercup. Begin 2016 werd Vargić verkocht aan de Italiaanse voetbalclub SS Lazio voor 2,7 miljoen euro. De Kroatische doelman tekende een contract van vier jaar. Hij kon echter nooit een vuist maken en werd in 2018 uitgeleend aan Anorthosis Famagusta op Cyprus. In februari werd Vargić door Lazio definitief van de hand gedaan. Hij werd gecontracteerd door het Sloveense FC Koper.

## Interlandcarrière

### EK 2016
Vargić maakte zijn interlanddebuut voor Kroatië op 12 november 2014 in de met 2–1 verloren vriendschappelijke wedstrijd tegen Argentinië in Londen. Hij werd opgeroepen in mei 2015 door de Kroatische bondscoach voor de vriendschappelijke wedstrijd tegen Gibraltar en de EK-kwalificatiewedstrijd tegen Italië op respectievelijk 7 juni en 12 juni 2015. Hij kwam in deze wedstrijden niet in actie. Kroatië plaatste zich na de laatste EK-kwalificatiewedstrijd tegen Malta definitief voor het Europees kampioenschap in 2016. Vargić werd in geen enkele kwalificatiewedstrijd ingezet door de bondscoach. Hij maakte wel deel uit van de definitieve selectie van Kroatië voor het Europees kampioenschap in Frankrijk. Kroatië werd op 26 juni in de achtste finale tegen Portugal uitgeschakeld na een doelpunt van Ricardo Quaresma in de verlenging.
| Interlands van Ivan Vargić voor Kroatië | Interlands van Ivan Vargić voor Kroatië | Interlands van Ivan Vargić voor Kroatië | Interlands van Ivan Vargić voor Kroatië | Interlands van Ivan Vargić voor Kroatië | Interlands van Ivan Vargić voor Kroatië |
| No.                                     | Datum                                   | Wedstrijd                               | Uitslag                                 | Bijz.                                   | Competitie                              |
| Als speler van HNK Rijeka               | Als speler van HNK Rijeka               | Als speler van HNK Rijeka               | Als speler van HNK Rijeka               | Als speler van HNK Rijeka               | Als speler van HNK Rijeka               |
| --------------------------------------- | --------------------------------------- | --------------------------------------- | --------------------------------------- | --------------------------------------- | --------------------------------------- |
| 1                                       | 12 november 2014                        | Argentinië – Kroatië                    | 2 – 1                                   |                                         | Vriendschappelijk                       |
| 2                                       | 17 november 2015                        | Rusland – Kroatië                       | 1 – 3                                   |                                         | Vriendschappelijk                       |
| Als speler van SS Lazio                 |                                         |                                         |                                         |                                         |                                         |
| 3                                       | 15 november 2016                        | Noord-Ierland – Kroatië                 | 0 – 3                                   |                                         | Vriendschappelijk                       |

## Erelijst
HNK Rijeka
- Kroatische voetbalbeker

2014
- Supercup van Kroatië

2014